# Jurga Ivanauskaitė
Jurga Ivanauskaitė (Vilna, 14 de noviembre de 1961 - ibídem, 17 de febrero de 2007) fue una escritora, novelista, y tibetóloga lituana.

## Biografía
Nació en la República Socialista Soviética de Lituania y estudió Bellas Artes en Vilna donde publicó su primer libro en 1985 (Pakalnučių metai).
Después de sus visitas a Extremo Oriente a mediados de los años 1990, se volvió militante activa del movimiento Free Tibet y publicó una trilogía sobre el Tíbet, primer libro sobre el tema en lituano, donde describe prácticas espirituales budistas que le enseñaron lamas de Ladakh en Nepal. 
Falleció de un sarcoma de partes blandas con 45 años y está enterrada en el cementerio Antakalnis de Vilna. En 2009 la directora Agnė Marcinkevičiūtė realizó un documental sobre su vida Dance in the Desert (Šokis Dykumoje).